# Bärenrefugium von Kuterevo
Koordinaten: 44° 49′ 24″ N, 15° 8′ 30,9″ O

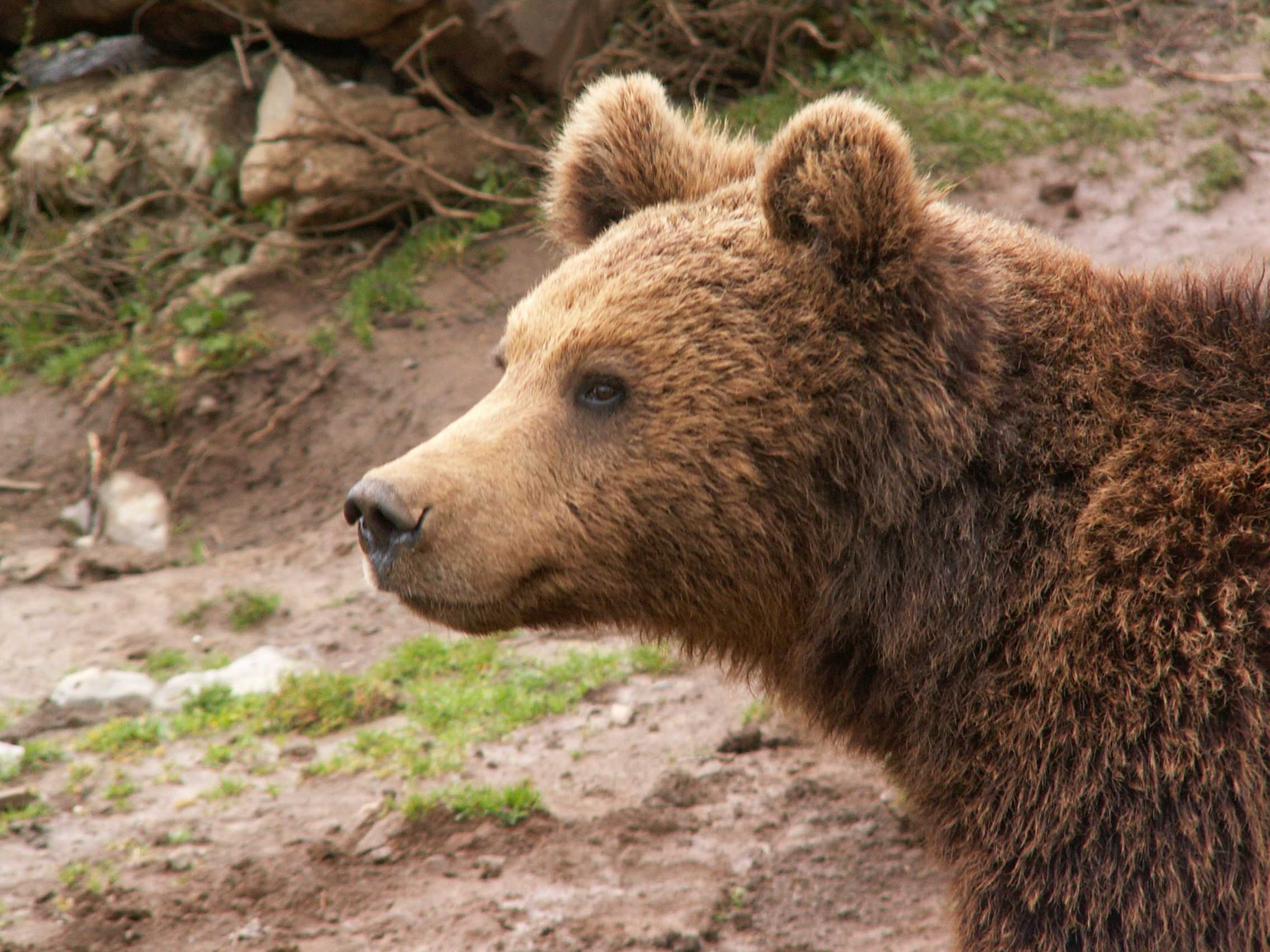
Braunbär im Bärenrefugium

Das Bärenrefugium von Kuterevo (kroat. Utočište za medvjediće u Kuterevu) befindet sich am Velebit-Gebirgsmassiv in der Ortschaft Kuterevo in Kroatien. Es ist etwa 20 km von Otočac und etwa 35 km von Senj entfernt.
Es ist ein Refugium für junge Braunbären, die durch äußere Umstände von ihrer Mutter getrennt wurden und ohne menschliche Fürsorge nicht überleben würden.
Die Bärenkinder-Rettungsstation wird durch Spenden finanziert und durch ehrenamtliche Helfer betrieben.
Das Refugium ist ein beliebtes Ausflugsziel und für Besucher ganzjährig geöffnet.

## Fotos

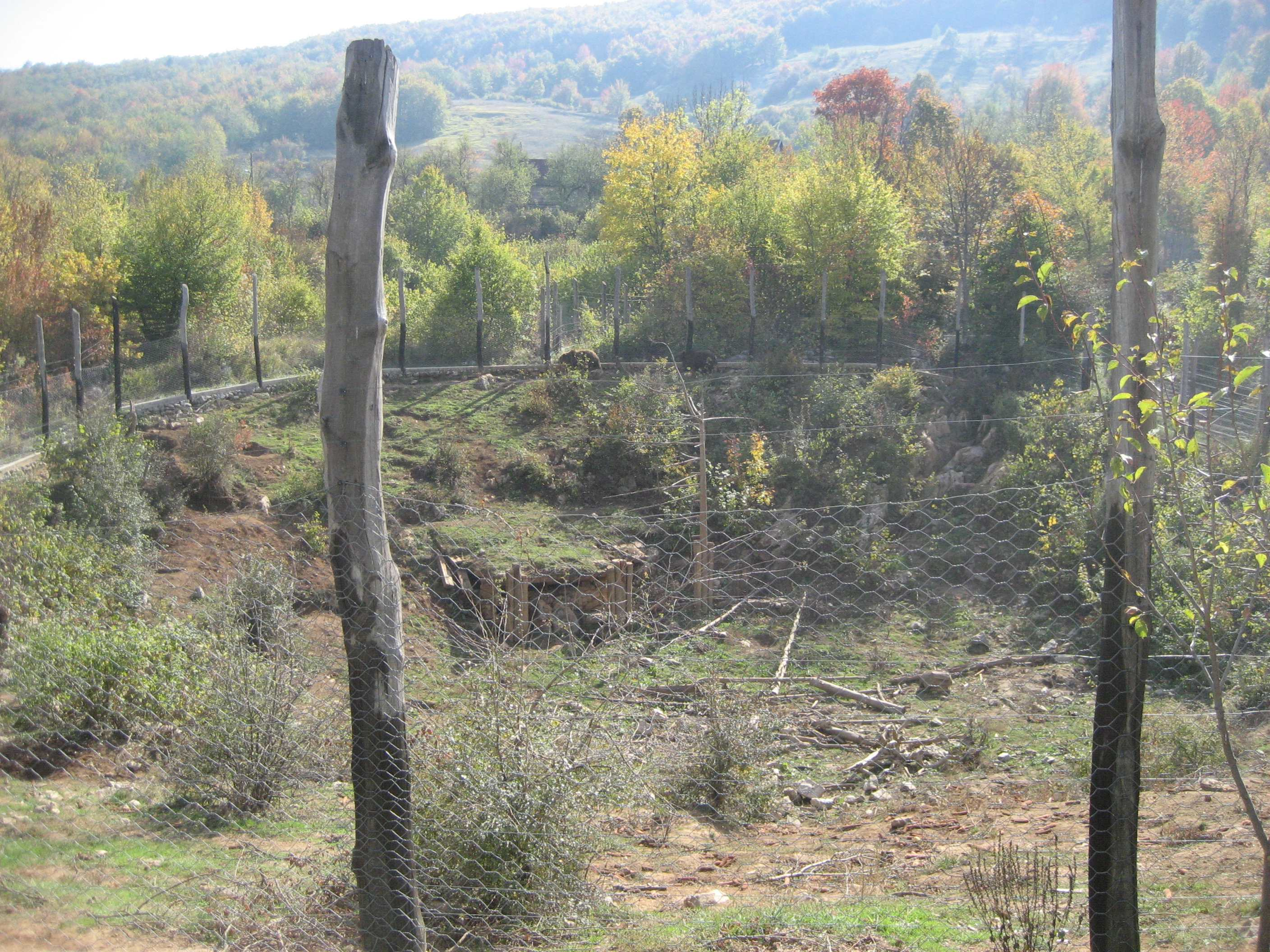
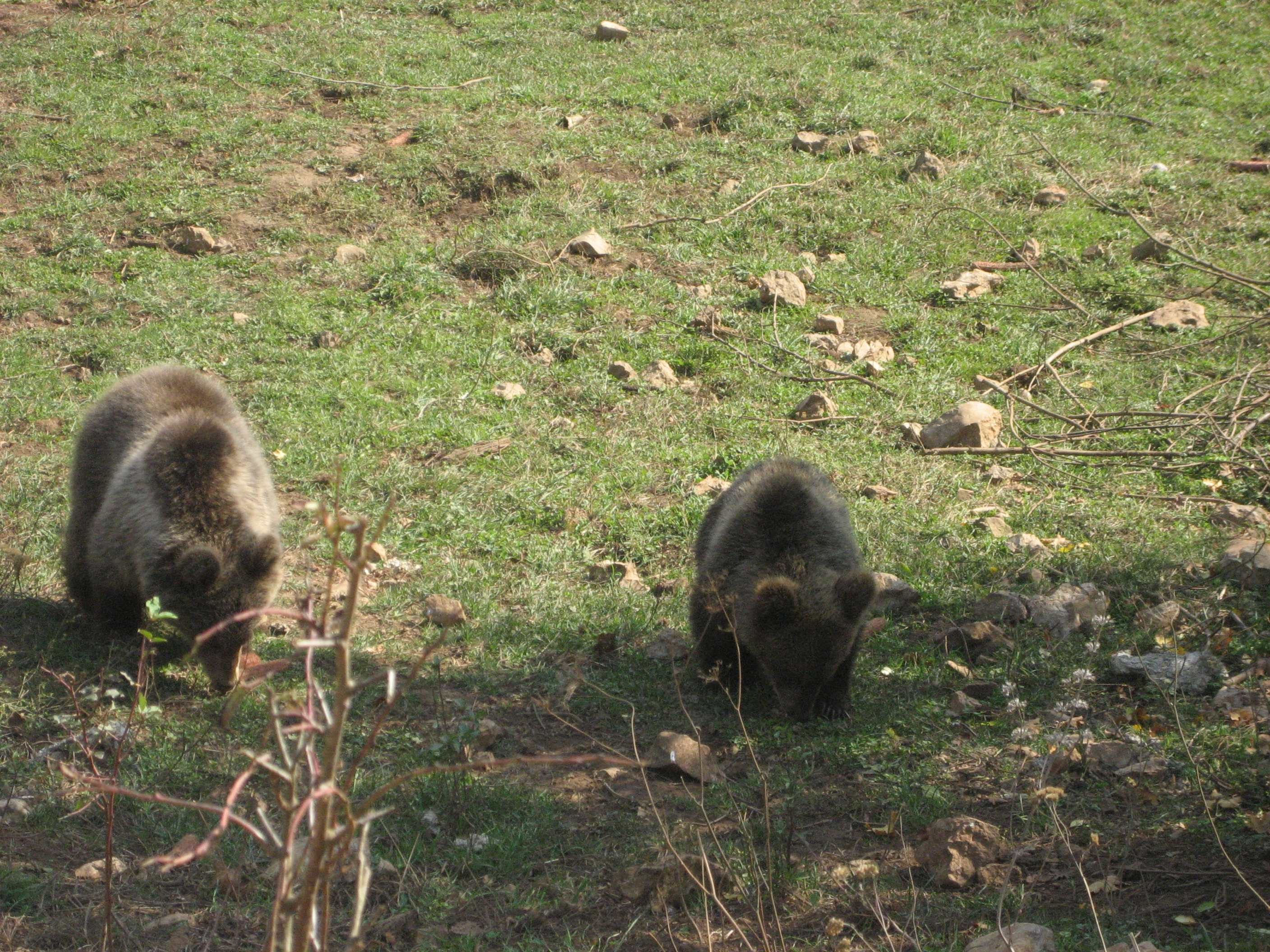
Bärenjunge
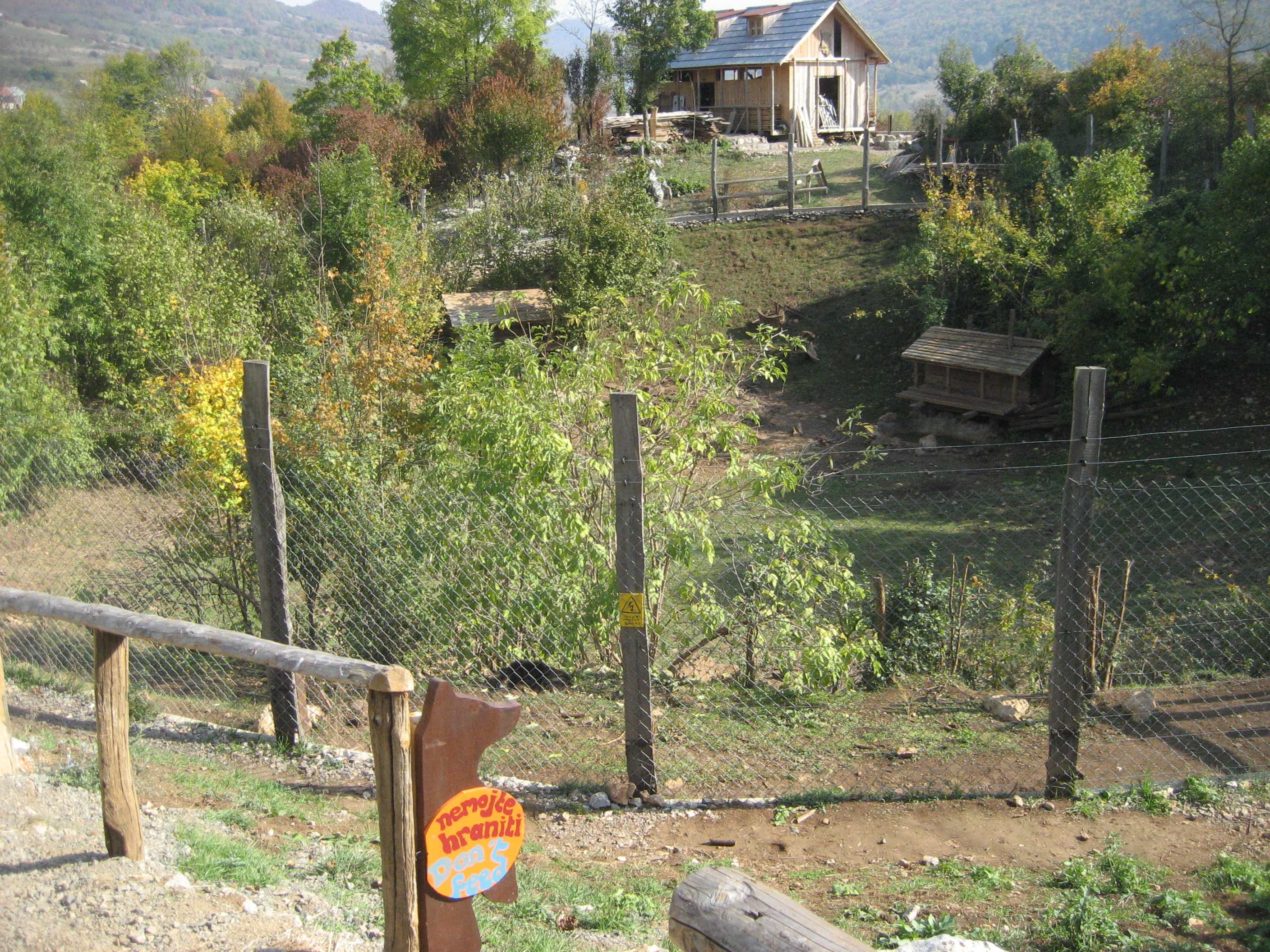
Gehege
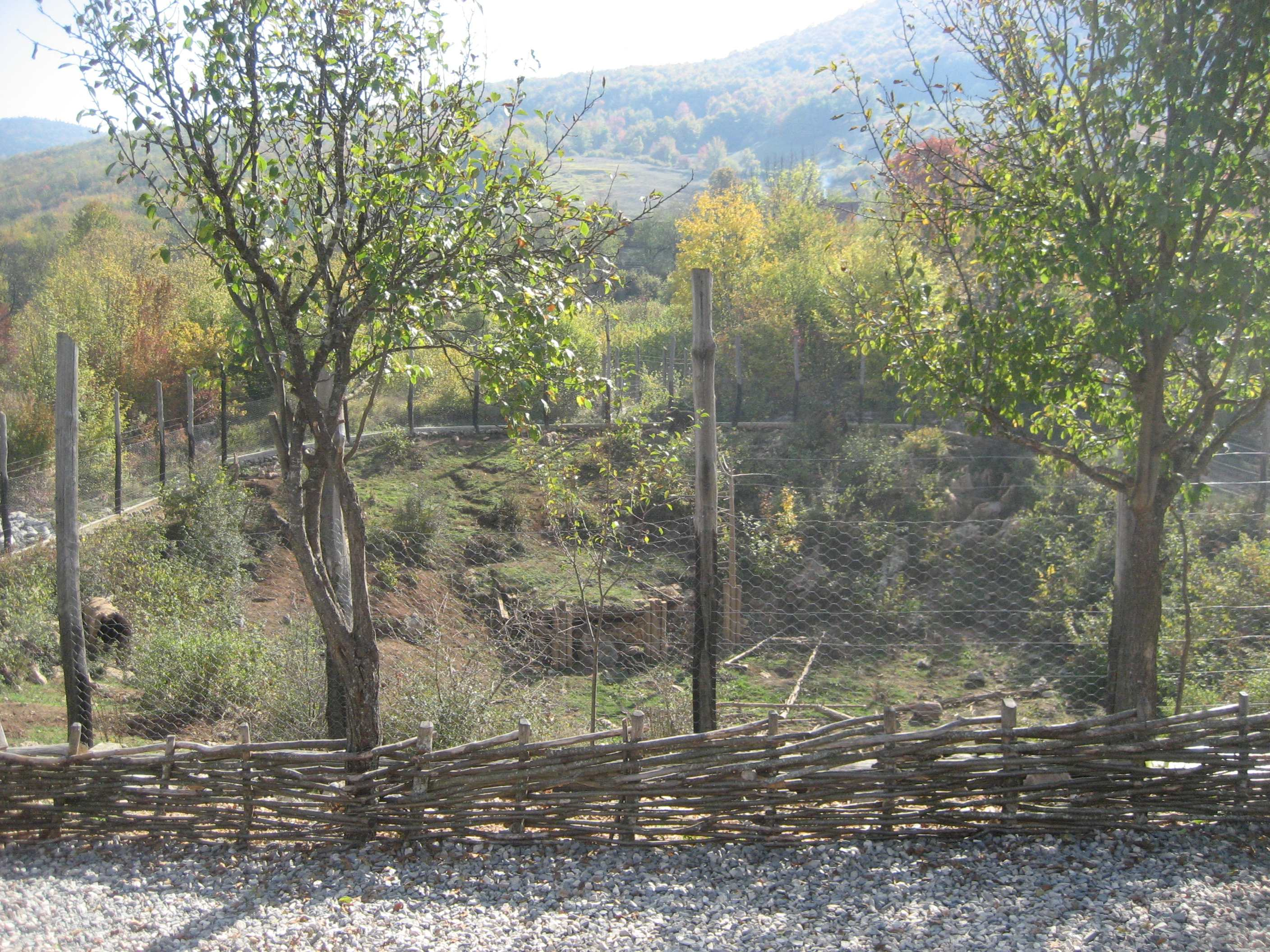
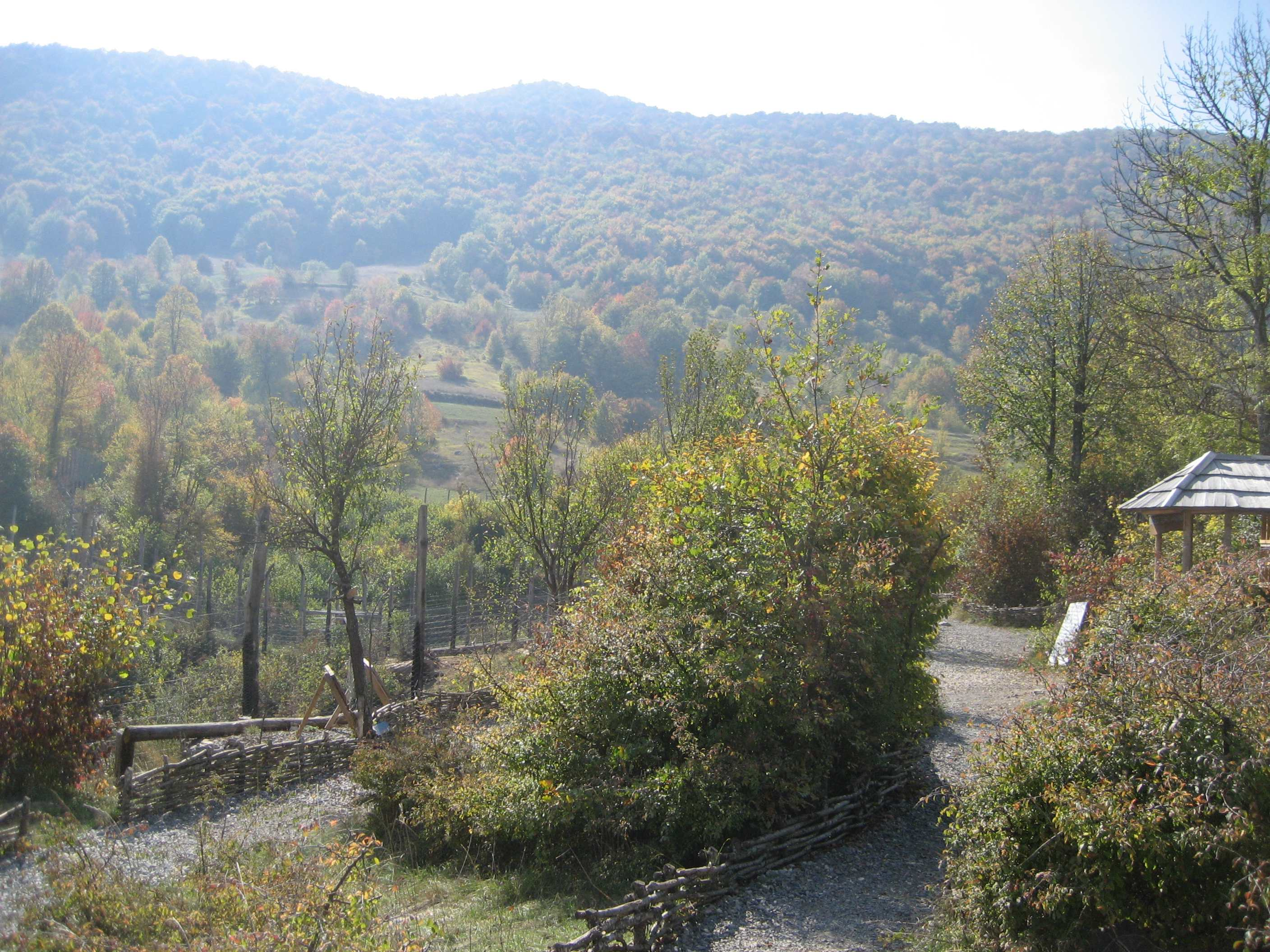